# Batalla del Palacio de Dasman
La batalla del Palacio Dasman (en árabe: معركة قصر دسمان‎ maʿraka Qaṣr Dasmān), también llamada batalla de Dasman, fue una batalla entre las fuerzas de Kuwait y Irak durante la invasión de Kuwait el 2 de agosto de 1990.

## Batalla
El 2 de agosto de 1990, poco después de las 00:00 hora local, Irak invadió Kuwait. El ataque al Palacio Dasman, la residencia del Emir de Kuwait, por las fuerzas especiales iraquíes comenzó en algún momento entre las 04:00 y las 06:00; tropas, o como infiltrados vestidos de civil. Las fuerzas iraquíes se reforzaron durante la batalla por la llegada de más tropas, en particular elementos de la Guardia Republicana División Hammurabi que había pasado al este de Al Jahra, usando la carretera 80 para atacar la ciudad de Kuwait.
La lucha fue feroz, especialmente alrededor del mediodía, pero terminó alrededor de las 14:00 cuando los iraquíes tomaron el control del palacio. antes de que comenzara el asalto. Entre las bajas estaba el hermano menor del emir, Fahd al-Ahmad, quien fue asesinado cuando llegaba para defender el palacio.